# DK5 Decimalklassedeling
DK5 Decimalklassedeling eller DK5-klassifikationssystemet eller helt kort: DK5 er 5. udgave af det danske universaldecimalklassifikationssystem, grundlagt 1915.

## Begrebsafklaring
Et universalklassifikationssystem er et klassifikationssystem, der har til formål at inddele al verdens viden i klasser, modsat fagspecifikke klassifikationssystemer, der udelukkende har til formål at inddele viden inden for et – mere eller mindre snævert – fagligt domæne.
Decem på latin betyder ti, og i et decimalklassifikationssystem inddeles al verdens viden i ti hovedgrupper eller discipliner, der så igen kan inddeles i op til ti undergrupper ... og så fremdeles.
Af andre store universalklassifikationssystemer kan nævnes Dewey Decimal Classification System (DDC) og Universal Decimal Classification System (UDC eller UDK). I den svenske nationalbibliografi og i de svenske folkebiblioteker benyttes et universalklassifikationssystem med bogstavnotation, SAB's Klassifikationssystem, hvor SAB står for Sveriges Allmänna Biblioteksförening.
DK betyder decimalklassedeling eller DecimalKlassifikation, og DK5 er inddelt i ti hovedgrupper med en talkode (0-9). Disse hovedgrupper er igen underdelt i op til ti grupper, som igen kan underinddeles i op til ti grupper og så videre. Hertil kommer særlige regler for underdeling, fx geografisk, geografisk-topografisk, sproglig, eller efter biograferede personers navne. I systemet oplyses specifikt, hvilke grupper der kan underdeles.
DK5 er et enumerativt klassifikationssystem dvs. et hierarkisk opbygget system, hvor klasserne / grupperne og mulighed for underdeling på forhånd er opregnet.

## Historie
Den danske bibliotekspioner Andreas Schack Steenberg var initiativtager til den første udgave af Dansk Decimal-Klassedeling. På en rejse i USA 1902 mødte Steenberg Melvil Dewey, og på grundlag af dennes Dewey Decimal Classification System, (7th edition, 1911) udarbejdede Statens Bogsamlingskomité første udgave af Decimal-Klassedeling : til Brug ved Ordningen af Bogsamlinger, 1. udgave 1915. Femte udgave, DK5, blev udarbejdet i årene 1959-1969 af en klassifikationskomité med fagleder ved Danmarks Biblioteksskole J. B. Friis-Hansen som sekretær og fagligt hovedansvarlig. DK5 udkom første gang i 1970, men er gennem alle årene løbende blevet rettet og ajourført af Dansk BiblioteksCenter (DBC).

## Anvendelse

### Den danske nationalbibliografi
DK5 anvendes som klassifikationssystem i den danske nationalbibliografi.

### Danske biblioteker

#### Folkebiblioteker
De danske folkebiblioteker anvender DK5 til klassifikation af materialer i katalogen og som opstillingssignatur.

#### Forskningsbiblioteker
Det Kongelige Biblioteks benytter DK5 til klassifikation af materialerne i Danske Afdeling.
Statsbiblioteket, vort andet nationalbibliotek, universitetsbibliotek i Aarhus og overcentralbibliotek for folkebibliotekerne benytter DK5 til klassifikation af den nationalbibliografiske samling og overcentralsamlingen.
Enkelte danske forskningsbiblioteker, fx Danmarks Pædagogiske Bibliotek, anvender ligeledes DK5 som klassifikations- og opstillingssystem.